# إجمالي الإنتاج
إجمالي الإنتاج أو الناتج الإجمالي (بالإنجليزية: Gross output أو GO)
هو اصطلاح اقتصادي يقيس النشاط الاقتصادي بأكمله في إنتاج بضائع جديدة وخدمات خلال فترة زمنية معينة. وهو مقياس أوسع واشمل من مقياس الناتج المحلي الإجمالي GDP الذي يشمل الناتج النهائي من البضائع والخدمات. قام مكتب التحليل الاقتصادي Bureau of Economic Analysis في عام 2015 بتقدير الناتج الإجمالي للولايات المتحدة بنحو 6و31 تريليون دولار (= 6و31 ألف مليار دولار)، بمقارنته بالإنتاج الكلي المحلي البالغ 1و18 تريليون دولار.
اجمالي الإنتاج طبقا لتعريف مكتب التحليل الاقتصادي BEA هو " مقياس للمبيعات الصناعية والتي تشمل المبيعات إلى المستهلكين النهائيين في الاقتصاد أو إلى صناعات أخرى مثل الإنتاجات الوسطية intermediate inputs.
اجمالي الإنتاج قد يمكن تقديره كمجموع للقيمة المضافة للإنتاج والإنتاجات الوسطية. ”
فهو يعادل الناتج المحلي الإجمالي  مضافا إليه الإنتاجات الوسطية.
وبمعنى آخر هو القيمة الكلية للمبيعات أو الإيرادات خلال فترة معينة (مثل ربع سنة أو سنة) من قبل طرح منها قيمة البضائع الوسطية التي استخدمت في الإنتاج.
بدأ مكتب التحليل الاقتصادي في عام 2014 في نشر إجمالي الإنتاج وإجمالي إنتاج الصناعات المختلفة كل ربع سنة، وينشر معها الناتج المحلي الإجمالي GDP
.
يرى الاقتصاديون أن GO و GDP يكملان بعضهما البعض في تقدير الاقتصاد. وبعضهم يرى أن الإنتاج الإجمالي هو طريقة أشمل لتقدير الاقتصاد والدورة التجارية. وبعضهم يقول «الإجمالي الإنتاجي يقيس نشاط قطاع الإنتاج، بينما يعبر الناتج المحلي الإجمالي عن مدى الرخاء؛ وكلاهما هام بالنسبة لتقييم الاقتصاد».

## الخلفية التاريخية
قدم عالم الاقتصاد «إرفينغ فيشر» في كتابه: The Purchasing Power of Money: Its Determination and Relation to Credit, Interest, and Crises (1911, 1920), تعبير
«حجم تجاري» كمقياس نظري لمعادلة التبادل الاقتصادي: MV = PT,
حيث PT مقياس «للحجم التجاري» للاقتصاد خلال فترة معينة
.
وفي عام 1931 أنشأ عالم الاقتصاد النمساوي «فريدريش هايك» - وكان يدرّس في كلية لندن للاقتصاد - رسما بيانيا يعرف باسمه «مثلث هايك» كمقياس نظري لمراحل الإنتاج.

وكوّن مثلث هايك الأساس لإجمالي الإنتاج  قبل ابتكار الاقتصاديون التعبيرين الآخرين GNP أو GDP . ولكن مبدأ هايك كان عملا نظريا بحتا ولم يستخدمه لتطوير مقياس إحصائي لتقدير الناتج الإجمالي.
وجاء عالم الاقتصاد الروسي الأصل وكان يعمل في جامعة هارفارد وقدم بحثا في عام 1930 عن تقييم الدخل الوطني، «حجم الناتج النهائي». وقدم تعريف للناتج الإجمالي كالآتي:«إذا أضيفت كل المنتجات وكل الخدمات المؤداة خلال سنة إلى قيمتها في السوق، وطرحنا من المجموع تكلفة المواد الخام وتكلفة الآلات المستخدمة في الإنتاج فإن الباقي يمثل الناتج الوطني الإجمالي خلال السنة.»

وبناءا على ذلك فإن الناتج الصافي يركز على الناتج النهائي فقط، ويستغى عن التبادلات التجارية business-to-business خلال سلسلة التوريدات. وقد أكمل بيانات الناتج الصافي “net output” بغرض قياس الناتج القومي الإجمالي GNP ابتداءا من عام 1942.

## اقرا أيضا
- ناتج محلي إجمالي